# Fundación Española del Corazón
Nacida como Fundación Hispana de Cardiología en 1967, adquirió su denominación actual Fundación Española del Corazón en 1995, siendo nombrada Presidenta de Honor S.A.R. la Infanta Doña Margarita de Borbón. La Fundación Española del Corazón (FEC) es una institución privada sin ánimo de lucro promovida por la Sociedad Española de Cardiología, sometida al protectorado del Ministerio de Educación y Ciencia, y cuyos objetivos se enuncian a continuación.

## Objetivos
- La prevención de las enfermedades cardiovasculares mediante la educación sanitaria de la población.
- El apoyo a la investigación cardiovascular en España, mediante la concesión de becas a proyectos de investigación básica y clínica en cardiología.

La FEC cuenta con más de 4.000 miembros, entre los que se incluyen los cardiólogos de la Sociedad Española de Cardiología, profesionales de enfermería en cardiología, asociaciones de pacientes, entidades privadas y socios particulares.

## Apoyos a marcas comerciales
En al menos, dos ocasiones, la FEC ha dado su respaldo a productos comerciales cuya idoneidad es, cuanto menos, discutible. En marzo de 2014 avaló el anuncio publicitario de un suplemento de omega3 de la marca MegaRed, lo que fue denunciado por el nutricionista Aitor Sánchez García y por el doctor endocrinólogo Juan Madrid, en sendos artículos. 
Posteriormente, en octubre de 2016, se ha repetido el respaldo, esta vez hacia un suplemento de la marca de venta multinivel Herbalife. 
En 2017, la FEC ha respaldado también otros alimentos polémicos como el aguacate light de la empresa "Isla Bonita". 

## Prevención de enfermedades cardiovasculares
En la prevención de enfermedades cardiovasculares, la FEC intenta educar sobre los siguientes factores y marcadores de riesgo cardiovascular:
colesterol, diabetes, obesidad abdominal, tabaquismo, hipertensión, sedentarismo, dieta o mala alimentación, antecedentes familiares, sexo, raza, estrés, drogas, frecuencia cardiaca, proteína C reactiva, anticonceptivos orales, herencia genética, edad, hiperhomocisteinemia, grosor de la íntima-media carotídea, índice brazo/tobillo, calvicie, albuminuria, calcio coronario, péptido natriurético tipo B (BNP)